# Rosario Lo Bello
Rosario Lo Bello (Syracuse, 4 november 1945) is een voormalig Italiaans voetbalscheidsrechter. Hij was in dienst van FIFA en UEFA tussen 1983 en 1992. Ook leidde hij wedstrijden in de Serie A. Zijn vader, Concetto Lo Bello, was eveneens professioneel scheidsrechter.
Op 18 mei 1975 leidde Lo Bello zijn eerste wedstrijd in de Italiaanse eerste divisie. De wedstrijd tussen Sampdoria en Fiorentina eindigde in 3–4. Hij gaf in dit duel geen enkele gele kaart. Acht jaar later, op 10 september 1983, floot hij zijn eerste wedstrijd in de UEFA Cup, toen in de eerste ronde Rabat Ajax met 0–10 verloor van Internacionál Bratislava. Zijn eerste wedstrijd in de Europacup I volgde op 2 oktober 1985. Steaua Boekarest en Vejle BK troffen elkaar in de eerste ronde (4–1). In dit duel deelde de Italiaanse leidsman drie gele kaarten uit.

## Interlands
| Datum            | Plaats                         | Wedstrijd                 | Uitslag | Competitie           | Kreeg geel | Kreeg voor de tweede keer geel en dus rood | Weggestuurd |
| ---------------- | ------------------------------ | ------------------------- | ------- | -------------------- | ---------- | ------------------------------------------ | ----------- |
| 5 oktober 1983   | Parijs, Frankrijk              | Frankrijk – Spanje        | 0 – 0   | Vriendschappelijk    | 1          | 0                                          | 0           |
| 18 november 1987 | Wenen, Oostenrijk              | Oostenrijk – Roemenië     | 0 – 0   | EK 1988 kwalificatie | 3          | 1                                          | 0           |
| 16 december 1987 | Ramat Gan, Israël              | Israël – Zwitserland      | 0 – 2   | Vriendschappelijk    | 1          | 0                                          | 0           |
| 6 september 1989 | Amsterdam, Nederland           | Nederland – Denemarken    | 2 – 2   | Vriendschappelijk    | 0          | 0                                          | 0           |
| 13 december 1989 | Santa Cruz de Tenerife, Spanje | Spanje – Zwitserland      | 2 – 1   | Vriendschappelijk    | 2          | 0                                          | 0           |
| 26 mei 1990      | Ljubljana, Joegoslavië         | Joegoslavië – Spanje      | 0 – 1   | Vriendschappelijk    | 3          | 0                                          | 0           |
| 29 augustus 1990 | Lissabon, Portugal             | Portugal – West-Duitsland | 1 – 1   | Vriendschappelijk    | 0          | 0                                          | 0           |